# Urnerboden
Urnerboden är en dal i Schweiz. Den ligger i kantonen Uri, i den östra delen av landet. Dalgången bildas av vattendraget Fätschbach.
I norra delen finns gräsmarker och på södra sidan blandskog.